# دیوید براون (قایقران روئینگ)
دیوید براون (انگلیسی: David Brown; ۱۶ مهٔ ۱۹۲۸ – ۱۴ اوت ۲۰۰۴) قایقران روئینگ اهل ایالات متحده آمریکا بود.